# Valdieri
Valdieri (okzitanisch Vaudìer, piemontesisch Vaudiè oder Vodiar) ist eine Gemeinde in der italienischen Provinz Cuneo (CN), Region Piemont.

## Lage und Einwohner
Valdieri liegt 18 km südwestlich von der Provinzhauptstadt Cuneo auf einer durchschnittlichen Höhe von 774 m über dem Meeresspiegel im Valle Gesso, das zu den Seealpen gehört. Zur Gemeinde gehören die Fraktionen (Frazioni) 	Andonno, Desertetto Tetto Col, Sant’Anna di Valdieri, San Lorenzo und Terme di Valdieri.
Das Gemeindegebiet umfasst eine Fläche von 153,32 km² und hat 923 Einwohner (Stand 31. Dezember 2023). Valdieri ist Sitz der Verwaltung des Parco Naturale delle Alpi Marittime. Die Ursprünge des Naturparks gehen auf das italienische königliche Jagdrevier Valdieri-Entraque zurück.
Die Nachbargemeinden sind Aisone, Borgo San Dalmazzo, Demonte, Entracque, Isola (Frankreich), Moiola, Roaschia, Roccavione, Saint-Martin-Vésubie, Valdeblore (Frankreich) und Vinadio.

## Geschichte

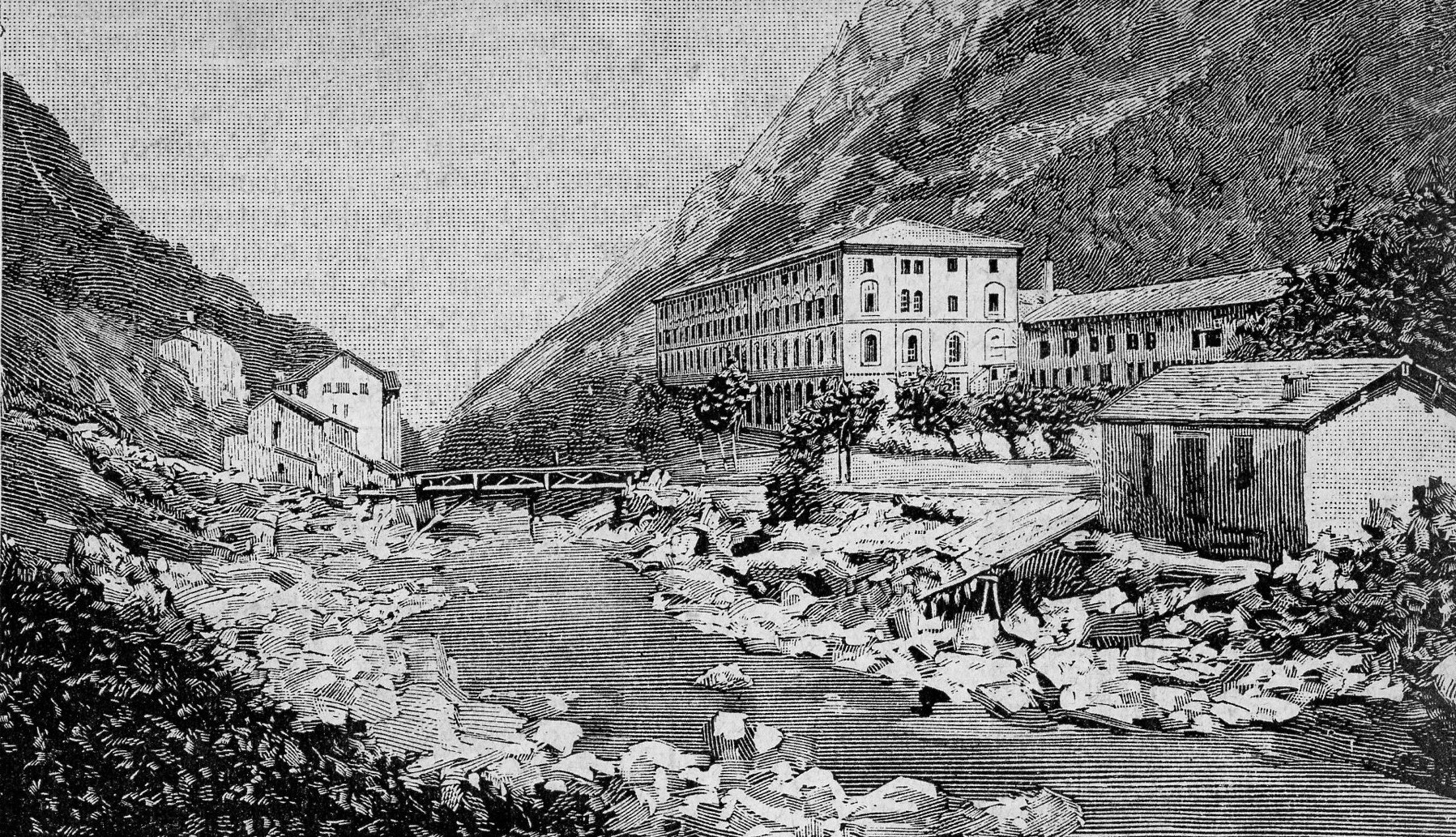
Terme di Valdieri 1893

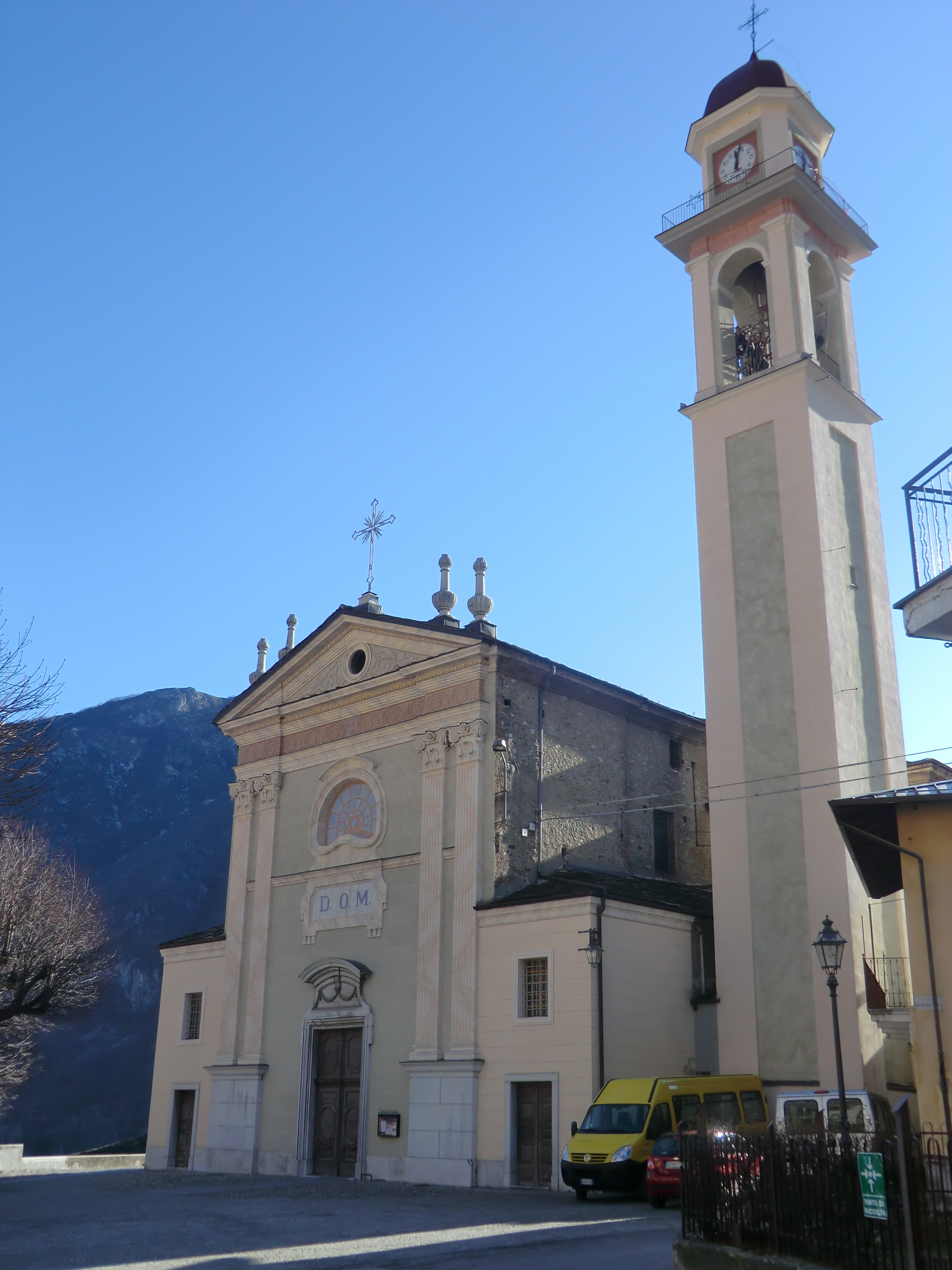
Pfarrkirche San martino

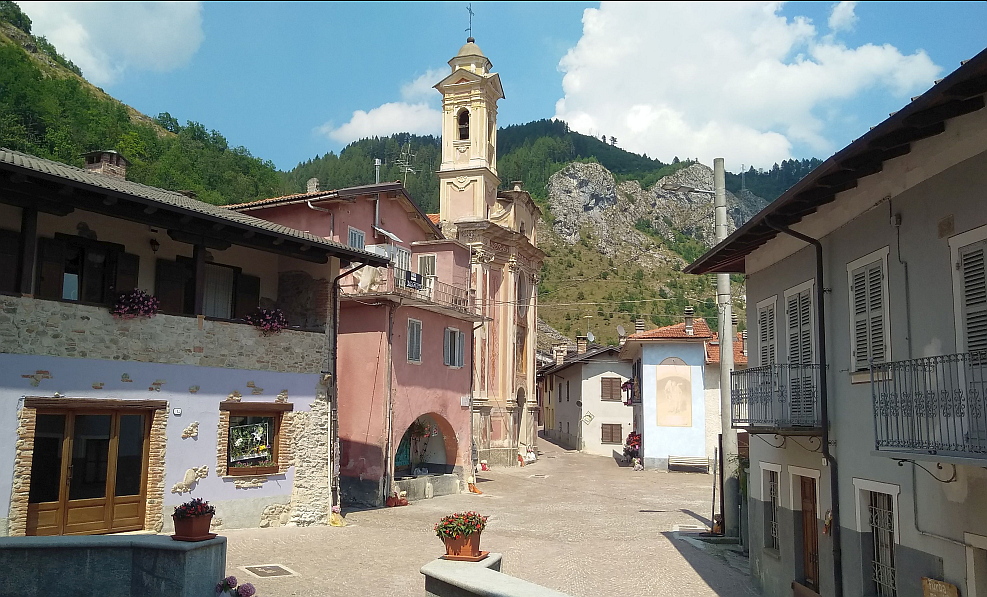
Die Fraktion Andonno

Die Dokumentation zum Ortsnamen nennt zunächst „Valderio“, dann „Valdierio“ und schließlich „Vaudiero“. Alle diese Formen lassen sich auf „Waldarius“ zurückführen, eine Ableitung in -ARIUS vom germanischen „wald“, was „Wald“ bedeutet. Es hat die Bedeutung von „die Valdieri“, also „die Arbeiter im Wald“.
Obwohl die Ursprünge des Dorfes bis ins Mittelalter zurückreichen, scheint es bereits zu der Zeit existiert zu haben, als Kaiser Heinrich III. dem Bischof von Asti den Besitz des gesamten „Valle de Gexis usque ad fenestras“ bestätigte. Im 13. Jahrhundert, nach dem Schicksal von Cuneo, leistete es den Anjou einen Eid, blieb aber weiterhin dem Abt von San Dalmazzo untertan. Anschließend unterstand es der Gerichtsbarkeit der Markgrafen von Ceva, bevor es schließlich an die Familie Savoyen überging.
Das Gemeindegebiet von Valdieri umfasste von 1861 bis 1947 auch das Tal des Baches Molliera, das sich jenseits der Wasserscheide der Po-Ebene befand, bis zu seiner Mündung in den Tinea, mit den beiden Ortsteilen Molliera und Perablancia, die dann an Frankreich fielen.
Die Gemeinde Valdieri übernahm 1928 das Gebiet von Andonno, das bis dahin eine autonome Gemeinde war.

## Sehenswürdigkeiten
- Die Pfarrkirche San Martino im neoklassizistischen Stil, reich verziert mit goldenem Cipollino.
- Casa Ferrero mit einem wunderschönen Portal aus dem 18. Jahrhundert.
- Das Heiligtum der Madonna del Colletto aus dem 17. Jahrhundert.
- Der Palast der Grafen von Andon, mit dem Adelswappen als Fresko an der Außenwand.
- Das Oratorium San Giovanni Battista, das an der Fassade und im Inneren an der Apsiswand wertvolle Fresken beherbergt.